# Licontinia implicata
Licontinia implicata är en insektsart som beskrevs av Nielson 1979. Licontinia implicata ingår i släktet Licontinia och familjen dvärgstritar. Inga underarter finns listade i Catalogue of Life.